# Ice MC
Ian Campbell (nacido el 22 de marzo de 1965, Nottingham, Reino Unido), más conocido como Ice MC, es un rapero británico de origen jamaiquino de eurodance. Vivió en el barrio de Hyson Green en Inglaterra, el cual fue inspirado para su álbum "Ice on Green". Su primer hit en plan Hip-house fue "Cinema" donde enlista a leyendas del cine hollywoodense. La canción Give me the Light fue promovida junto a la agrupación Eurodance Masterboy en 1996.[cita requerida]
Conocido por las canciones Easy, Think About the Way, It's a Rainy Day, Take Away The Colour y Give Me The Light. Famoso entre 1989 y 1996.
La cantante Alexia fue voz principal femenina en algunas melodías.

## Discografía

### Álbumes de estudio
- 1990 - Cinema
- 1991 - My World - The Early Songs
- 1994 - Ice'n'Green
- 1995 - Ice'n'Green - The Remix Album
- 1996 - Greatest Hits and Remixes
- 1996 - Dreadatour
- 2004 - Cold Skool

### Sencillos
- 1989 - "Easy"
- 1989 - "Easy (Attack Remix)"
- 1990 - "Scream"
- 1990 - "Scream (The U.S. Remix)"
- 1990 - "Cinema"
- 1990 - "OK Corral!"
- 1990 - "OK Corral! (The Cotton Remixes)"
- 1990 - "The Megamix"
- 1991 - "People
- 1991 - "People (Remix)"
- 1991 - "Happy Weekend"
- 1991 - "Happy Weekend (Remix)"
- 1992 - "Rainy Days"
- 1993 - "Take Away the Colour"
- 1993 - "Take Away the Colour (Remixes)"
- 1994 - "Think about the Way" (En RU fue lanzado como "Bom Digi Bom")
- 1994 - "Think about the Way (Boom Di Di Boom Remixes)"
- 1994 - "It's a Rainy Day"
- 1994 - "It's a Rainy Day (Remixes)"
- 1994 - "It's A Rainy Day (The Christmas Remix)"
- 1995 - "Take Away the Colour ('95 Reconstruction)"
- 1995 - "Ice'n' Mix" (Triple set remixes) (Sólo Italia)
- 1995 - "Megamix" (Sólo Francia)
- 1995 - "Run Fa Cover" (Sólo EE. UU.)
- 1996 - "Russian Roulette" (Sólo Suecia)
- 1996 - "Funkin' With You" (Sólo Francia)
- 1996 - "Give Me the Light"
- 1996 - "Give Me the Light (Remixes)"
- 1996 - "Music for Money"
- 1997 - "Let's Take It Easy"
- 2004 - "It's a Miracle"
- 2004 - "My World"